# یوزف کلومیشتاین
یوزف کلومیشتاین (انگلیسی: Josef Kloimstein؛ ۱ نوامبر ۱۹۲۹ – ۱۵ نوامبر ۲۰۱۲) قایقران روئینگ اهل اتریش بود.
وی در مسابقات کشوری و بین‌المللی در مجموع برندهٔ ۳ مدال نقره، ۳ مدال برنز شده‌است.